# جيلسون روزا دي جيسوس
جيلسون روزا دي جيسوس هو لاعب كرة قدم برازيلي في مركز الدفاع، ولد في 29 نوفمبر 1979 في برازيليا في البرازيل. لعب مع أتلتيكو غويانيينسي ونادي أيه بي سي ونادي برازيليا ونادي غاما.